# Adams, Nebraska
Adams är en ort i Gage County i delstaten Nebraska, USA.